# Gary Saldías
Gary Mauricio Saldías Bravo (Tarija, 22 de noviembre de 1990) es un futbolista boliviano. Juega como centrocampista en Universitario de Sucre de la Primera División de Bolivia.

## Clubes
| Club                   | País    | Año           |
| ---------------------- | ------- | ------------- |
| Emilio Alave           | Bolivia | 2015          |
| Real Potosí            | Bolivia | 2016-2018     |
| Universitario de Sucre | Bolivia | 2019          |
| Fancesa                | Bolivia | 2020          |
| Universitario de Sucre | Bolivia | 2022-presente |